# 暮光之城：暮色
《暮光之城：暮色》，是美國作家史蒂芬妮·梅爾（Stephenie Meyer）2005年的作品，是《暮光之城系列》的第一部。書籍出版後成為了2005年最暢銷的小說，在一個月後登上了紐約時報暢銷書榜第五名，最終獲得了第一名。出版者周刊評選為當年最佳兒童讀物之一，梅爾也是當年最佳新秀作家之一。
截至2008年，《暮光之城：暮色》已被翻譯成37種不同的語言。

## 故事大綱
在母親與一名棒球小聯盟的運動員再婚後，17歲的伊莎貝拉·史旺搬到華盛頓州的福克斯小鎮與父親同住。
在新的學校裡，貝拉跟其他同學很快就成為朋友，但她卻對庫倫家的神秘與孤僻感到好奇。在上學第一天的生物課上，貝拉與愛德華·庫倫同桌。愛德華似乎對貝拉充滿反感，這令貝拉感到十分疑惑。幾天後，他們正式互相認識，貝拉上學時在校園的停車場上差點被一輛小貨車撞到，愛德華以超乎常人的速度從幾米外跑到了身邊，並以單手擋住貨車。
經過一番追查後，貝拉發現愛德華其實是吸血鬼，而且擁有特殊的讀心術能力〈可是聽不見貝拉，她是唯一的例外〉了解後知道他只吸食動物的血液。後來，他們墜入愛河，愛德華更將貝拉帶回家和家人見面。愛德華的家人有卡萊爾、艾思蜜、艾莉絲、賈斯柏、艾密特、羅絲莉。在一次家庭棒球活動中，他們遇到流浪吸血鬼──詹姆斯、維多利亞和羅倫特這三名吸血鬼。愛德華因為極力保護貝拉而很快吸引了詹姆斯的注意，並令他決意獵殺貝拉作為消遣。
愛德華與其家人冒着生命危險去保護貝拉，但詹姆斯终於在貝拉藏身的地方找到了她。並聲稱绑架了貝拉的母親而將貝拉引入圈套。詹姆斯襲擊貝拉，踩斷她一隻腳並咬傷了她的手腕；不過愛德華和其家人在貝拉被殺前及時趕到，阻止並解決了詹姆斯。
詹姆斯死後，愛德華掙扎要把貝拉手腕裡的毒液吸出來，以防她變成吸血鬼，但又怕自己不能停下來。随後，嚴重受傷的貝拉被送往醫院。貝拉醒来後，愛德華為免貝拉再受到傷害而提出離開，但她堅持不肯放棄。
回到福克斯後，貝拉與愛德華出席了學校的舞會。二人於花園舞池跳舞時，貝拉向愛德華提出她想成為吸血鬼的願望後，愛德華假意要吸貝拉的血，但其實愛德華根本不想她變成吸血鬼，只想跟她繼續相愛。
同時，維多利亞準備向庫倫家報復，為續集埋下伏笔。

## 出版書籍

### 繁體中文版
2008年12月2日發售、ISBN 978-957-10-3964-0（尖端出版社）
最初尖端出版社是將第一集拆成三本分類為輕小說書系，之後因銷量太差，第二集發售未延續前先作法，並將第一集重新出版。以下為當時的出版資訊。
| 冊數 | 副標題     | 出版日期       | ISBN                   |
| ---- | ---------- | -------------- | ---------------------- |
| 1    | 吸血鬼達令 | 2006年12月19日 | ISBN 957-10-3439-8     |
| 2    | 吸血鬼之吻 | 2007年3月14日  | ISBN 978-957-10-3524-6 |
| 3    | 吸血鬼獵殺 | 2007年6月12日  | ISBN 978-957-10-3594-9 |

### 簡體中文版
2008年7月1日發售、ISBN 978-754-480-333-5（接力出版社）

## 改編電影
改編電影由Summit Entertainment製作，2008年11月21日於美國首映。

## 外部連結
- 《暮光之城》官方網站 （页面存档备份，存于）